# 星之卡比3
《星之卡比3》是以卡比形象为题的第五款平台游戏。此外，本作是以星之卡比为名的第三款游戏。尽管前两作游戏之间的内容并没有太大关联，但是《星之卡比3》仍然刻画了许多类似于《星之卡比2》中的特征。本作的内容紧接着《星之卡比64》。
《星之卡比3》是北美地区最后一款由任天堂发行的超级任天堂游戏。（最后一款北美地区游戏是1998年的超级任天堂版《青蛙过河》。最后一款游戏是2000年的《金屬之光》導演剪輯版，僅限日本發行。）游戏在2009年在Wii上的Virtual Console再次发行。 2013年，在庆祝卡比系列游戏20周年同时，本作连同其他五款卡比游戏以《卡比梦幻合集》在Wii U的Virtual Console发行。

## 情节
卡比和古依正在钓鱼之旅中，突然暗物质出现并打破星球环。接着他想要拥有众多普普普大陆（日版名Pupupu Land，美版名Dream Land）的人们，其中包括迪迪迪大王。卡比和古依接着与利克、酷和凯因以及新的登场人物如皮奇、丘丘和拿哥一起组队。他们收集所有的爱心之星打造爱心之棍来击败暗物质和他的首领零（Zero）。

## 游戏
游戏的平台模式与其他系列的卡比游戏非常相似。其中卡比的技能也是如此，它能够跳跃、躲避、翻滚和飞行（通过充气），并且还有它的标志型能力，吸入敌人。当卡比吸入敌人，它能够吞食或者吐出作为弹射。尽管在卡比游戏中某些特殊敌人成为食物会给予卡比复制能力，然而通常来说这个对于卡比没有什么影响。复制能力替代卡比的标志性动作吸入为特殊攻击，这个取决于卡比所吞下的敌人。比如，吞入一个以火攻击的敌人可以使卡比成为一个火球。
游戏含5個大關及最終頭目戰。

### 卡比的盟友
在游戏中的任何时间，卡比可以召唤古依。它是一个蓝色、长舌头的圆块。如果召唤的话，卡比会损耗两个攻击点。如果有第二个玩家的话，那么玩家可以控制古依。古依的能力与卡比类似。它能够用它的长舌头吞入敌人，然后吐出或者在有限程度复制敌人的能力。卡比也能够吞入古依，并恢复2个攻击点。
除了古依之外，卡比可以和其他六个伙伴组队，其中三个是从星之卡比2开始登场。这些朋友的技能可以使卡比躲藏、携带和卷起、同卡比的复制能力一样开启新组员能力。

## 视觉
《星之卡比3》使用了超级任天堂中的一个“伪高清晰度”（允许两个相邻像素之间的颜色混合）的模式来混合抖动的精灵。
卡带同样利用了任天堂 SA-1技术使得游戏数据的处理在一个较为快的速率中。该技术使得在快速释放中大量使用位图和特殊效果得到可能。

## 评价
| 媒体       | 得分   |
| ---------- | ------ |
| AllGame    | [ 4 ]  |
| IGN        | 7.0/10 |
| 任天堂力量 | 6.5/10 |

《星之卡比3》收到来自评论家和游戏迷的较为正面的评价。IGN给予《星之卡比3》之Virtual Console版本一个较为正面的评价。“它不是一个超级明星，但是当你体验过，你会欣赏它。它是一个自Game Boy之后为数不多紧接着卡比系列的主线之作。”